# うわさの姫子
『うわさの姫子』（うわさのひめこ）は、藤原栄子による日本の漫画作品。

## 概要
ローティーンの美少女、梅宮姫子と周辺の友人たちの青春を描いた学園コメディー漫画である。
1974年、小学館の学年別学習雑誌『小学五年生』4月号から1年間『飛び出せ! 姫子』として連載。梅宮姫子は厳格な祖父と2人暮らし。転校先ではチッチ、フーコ、ネコちゃんといった友達ができる。ガキ大将の岡真樹とはケンカしながらも惹かれ合う仲。岡真樹にはメガ六、ナットウといった子分がいる。また姫子のあこがれは学級委員の柴浦くん。最終回、姫子はアメリカに住む母親のもとに行くか、祖父のもとに残るか選択を迫られることになるが後者を選択。再び元通りの日常が始まるというところで終わっている。
好評だったため、同じキャラクターでタイトルのみ変更した『それいけ姫子』が1975年の『小学五年生』4月号から連載開始された。『飛び出せ! 姫子』の読者たちは6年生に進級のためこれを読めなかったが、1975年の『小学六年生』9月号より同じキャラクターによる『うわさの姫子』が半年間連載され、1975年9月号から1976年3月号までは2本の『姫子』が並行連載されていたことになる。
以降、姫子シリーズはタイトルを『うわさの姫子』に統一し、『小学五年生』（1974年4月号 - 1985年11月号）『小学六年生』（1975年9月号 - 1985年3月号）に1985年まで連載、小学館のてんとう虫コミックスで31巻まで発刊された。後に同社のフラワーコミックスデラックス版が発売されたが最後までは収録されず、2007年にコミックパークのオンデマンド出版で全31巻が完全復刻された。
姉妹編に姫子の幼少時代を描いた『おはよう姫子』（『小学二年生』1976年4月号 - 1980年3月号、『小学三年生』1977年4月号 - 1979年3月号、『小学四年生』1978年4月号 - 1979年3月号）がある。
連載中にアニメ制作会社5社からのアニメ化の打診があり、東映動画もその内の一社でアニメ化を検討していたがシンエイ動画が企画進行中であると知り断念。その代わりに製作したのが『魔法少女ララベル』である。そのシンエイ動画もパイロットフィルム製作までに至ったものの、「玩具として市販できるアイテムを作中に設けて欲しい」と言うマーチャンダイジング商法に違和感を示す原作側サイドとの意見が合わず、結局頓挫した。また1984年頃にもスタジオぴえろによるアニメ化企画があったが、同時期に同社で制作された『魔法の妖精ペルシャ』と同様、原作には無い「魔法」（ひらめき）の要素を取り込んだ魔法少女物として企画したことから「原作と別物になるのは困る」と原作側サイドが反発。結局、企画書が作成されただけで企画倒れに終わった。アニメ化はされなかったものの、お菓子メーカー・江崎グリコからは『おはよう姫子』のキャラクター商品として風船板ガムを発売、この他、内箱に姫子（様々な職業のコスプレ）を描いたアーモンドグリコや、フルーツプリッツ・チョコグリコ・ペロティチョコなどからもキャラクター商品が発売された。
また、1997年には『COMIC GON』（ミリオン出版・現在廃刊）の創刊第1号において、姫子の女子大生バージョンである『うわさの姫子平成版・ウエディング姫子』が掲載された。続いて、1998年の第3号と1999年の第4号に『ウエディング姫子!! 第二章・かえってきた!? 夕焼けのあいつ 前後編』が掲載された。
連載中の1976年に藤子・F・不二雄の『ドラえもん』との合作が片方を藤原が、もう片方を藤子が執筆する形で4ページ2話掲載されたことがある。話の内容は先に発表されたものが姫子とドラえもんのデートで、この話ではドラえもんの皮が剥がれるという衝撃的なシーンが存在する。もう一つは野比家に遊びに来た姫子が自分の未来をタイムマシンで確かめに行く話だが、こちらも姫子にとっては悲劇的なラストである。両者の単行本に未収録の半ば幻のエピソードであったが、2010年に発売された藤子・F・不二雄大全集の『ドラえもん』5巻に資料特典として収録された。

## 登場人物
梅宮姫子（うめみや ひめこ）
主人公。明るく人当たりの良い性格。姫カットのロングヘアがトレードマークの美少女。スポーツ万能で男子からも女子からも好かれる一方、笠井美奈やあかねのような、勝気で美人の同級生に嫉妬されることも多い（最終的には、和解が多い）。初登場時は小学5年生。小学6年時のプロフィールは身長152センチ、体重39キロ、スリーサイズはB:75・W：55・H：75。趣味は剣道、空手、生け花、日本舞踊。
おてんばな半面、着物も好きで琴も料理も得意。厳格な祖父と大きな屋敷に2人で住んでいる。ペットにオウムのチャッピーがいる。やや惚れっぽい一面があり、柴浦進や徳川秀吉に惹かれることもあったが、互いを分かり合える岡真樹と相思相愛になる。
各期シリーズにおいて、第五部までは剣道部に所属で柔道も得意、以後、テニス、バレーボール、フィギュアスケート、器械体操等、様々なスポーツに取り組み、また男装してアイドル歌手・ラッキーとして芸能活動をしたこともある。
シンエイ版パイロットフィルムでの声優は杉山佳寿子が担当した。
岡真樹（おか まさき）
クラスのガキ大将的存在。整った顔立ちをしており密かに女子生徒から人気が高い。姫子とは反発し合いながらも惹かれ合う仲。第五部までは空手部に所属。姫子同様スポーツ万能。美少女に弱いが姫子が一番好き。
性格は、明るくてひょうきんで毒舌な面もある一方、義理人情に厚く、姫子や自分の家族のために尽くす面もあり、男気がある。「ウエディング姫子編」では推薦で大学へ、サッカー部員として活躍。
梅宮新八郎（うめみや しんぱちろう）
姫子の祖父。姫子からは「おじいちゃま」と呼ばれている。相場師。姫子にとっては誰よりも大切な肉親である（姫子の父親は他界、母親は姫子を置いて家出）。頑固で古風な性格であり、普段から和服を嗜んでいる。奔放な姫子の母と同じ轍を踏ませたくないという思いから、姫子を淑やかなやまとなでしこに育てるべく、手塩にかけて育てている。
自宅を有する敷地が広いため、一部にアパート（賃貸住宅）を建てて家賃収入を得ている。
梅宮佳子（うめみや けいこ）
姫子の母親。18歳で姫子の父と反対を押し切り結婚するも、たった一度の喧嘩に我慢出来ず幼い姫子を置いて家を出ていった。その後姫子を迎えに来ることはなくアメリカ人の男性と再婚し、ジミーという姫子の異父弟を出産した。姫子が11歳になった今になり「サンフランシスコで同居しないか」と申し入れたが断られた。
昔は梅宮さおりという名前の一発屋の歌手だった。姫子がラッキーになった動機の一つは母親の夢を叶えるためである。
チャッピー
姫子のペットのオウム。人間の言葉を理解し会話に応じる。姫子の良き？相談相手。
千野近子（ちの ちかこ）
姫子の親友。ニックネームは「チッチ」。元気者で口が達者なので、お人よしの姫子に代わって姫子のライバルに文句を言う役目。時には姫子にくぎを刺すことも。
細山文子（ほそやま ふみこ）
姫子の親友。ニックネームは「フーコ」。ぽっちゃり体型を気にしている。優しい性格。
相川峰子（あいかわ みねこ）
姫子の親友。ニックネームは「ネコちゃん」。可愛いグループのムードメーカー。なお「ウエディング姫子編」では30歳の姉を差し置いて結婚した。
相川光絵（あいかわ みつえ）
ネコのお姉さん。作品初期では漫画家志望だったが、中盤以降では売れっ子漫画家になっていった。ピエール先生に片想いを募らせている。ピエールが帰国した後も諦めきれずフランスに会いに行くも、婚約者がいたことを知り、涙を飲んで祝福する。
木村六助（きむら ろくすけ）
岡真樹の子分。ニックネームは「メガ六」。メガネをかけ、出っ歯でおかっぱ頭。姫子と真樹の仲を取り持とうとする。
内藤和男（ないとう かずお）
岡真樹の子分。ニックネームは「ナットウ」。
ピエール・志賀（ぴえーる・しが）
第二部からの姫子たちの担任教師。大学を出たばかりの新任教師。フランス人の父親と日本人の母親の間に生まれたハーフである。腰まで伸びた金髪のロングヘア。長髪にしている理由は、母が愛した父と同じ色の髪を母のために保っていたいから。型破りで生徒思いの頼もしい先生。
女生徒の憧れの的だが、男子生徒の一部から嫉妬されたり、教育熱心な教頭からは長髪と自由な教育方針を理由に難癖つけられることもしばしば。第四部の終わりで母の病気のためフランスに帰るも、その後母親は他界。
自宅でブドウ畑の仕事をしつつ、地元の学校で教師もしている。同僚のフランソワーズと結婚した。
徳川秀吉（とくがわ ひでよし）
姫子の幼馴染であり、両親が決めた許嫁。姫子は「ひで坊」と呼んでいる。幼い頃、姫子の父が、その命と引き換えに秀吉を助けている。
第五部の初めに姫子の学校に転校、姫子の家に居候する。同学年だが病気で遅れたため姫子たちより2歳年上。おはよう姫子にも登場する。
剣道が得意で明るく大らかな性格。猫が好きでたくさん飼っている。しかし、五部の終わりで、姫子の家が火事になったときに命がけで愛する姫子を助け出すが重傷を負い、姫子の腕の中で息を引き取った。
秀吉の死後から作風が変わる（それまでは姫子をめぐる恋愛や人間関係が中心の話だったが、秀吉の死以降はスポーツや様々なことへのチャレンジ漫画になる、学校名も「明星小学校」から「明星学園」になる）。
柴浦進（しばうら すすむ）
クラスの学級委員。第一部の姫子のクラスメート（第二部で別のクラスになる）。クラス一の秀才でハンサムで優しく、女子生徒たちの憧れの的。しかし、心臓が弱いため病弱でしばしば倒れる。体育の授業などは受けられない。英語が堪能。新聞部に所属。最初は姫子に好意を寄せていたが、クラスメイトの山口淳子の健気さに打たれて徐々に惹かれるようになる。
山口淳子（やまぐち じゅんこ）
第一部での姫子のクラスメイト（のち第二部のクラス替えで別々に）。クラスでは姫子と双璧を成す美少女。姫子とは対照的に大人しく控えめな性格。
両親は他界しており、ラーメン屋を経営する意地悪な叔母に引き取られ苦労している。自分よりも不遇な環境にある養護施設の子供たちを気にかけてボランティア活動をしている。心根の優しさに惹かれた柴浦は淳子に好意を寄せ、相思相愛となる。
笠井美奈（かさい みな）
第二部でのクラスメイト。優等生、一方、負けず嫌いな性格で、勉強も出来る美少女の姫子にライバル心を抱く。真樹を巡り姫子と競う。
ピエールの説得で立ち直り、姫子たちとも和解する。第四部以降からは、カンニングをしたことがクラス中にばれたのもあり（成績は普段いいが、その時は調子が悪く出来心だった）人が変わったようにしおらしい性格になる。
あかね
姫子の幼馴染。スタイル抜群の美少女。秀吉のことが好きで姫子にライバル心を抱く。秀吉の可愛がっている猫を盗んで、姫子と秀吉の仲を裂こうとするが失敗する。秀吉同様、おはよう姫子にも登場する。
ラッキー
第八部で姫子が男装して芸能界にデビューしたときの芸名。姫子は最初は歌手としてのオーディションに落選したが、その後菅沼芸能プロから運動神経を買われ、男装をして飲料水のCMに出演した。そのCMが大好評であり、男性歌手「ラッキー」としてデビューすることになった（ちなみに黒髪を隠して短い金髪のかつらをかぶり、上げ底ブーツを履いて男装した）。
深海さやか（ふかみ―）
アイドル歌手。姫子がラッキーとして活動していた時期に、学校に転校してきた。勝気で負けず嫌いな性格。歌手のオーディションを受けた姫子にライバル心を抱いていた。ラッキーに恋をしており、親しくなろうと近づいてくる。
ラッキーの正体が女の子だと分かり、不本意な失恋と怒りからマスコミに告発をする。
星忍（ほし しのぶ）
ラッキーの芸能界での先輩歌手。美形な男性。優しく面倒見の良い性格。さやかより先にラッキーの正体を知るが、持ち前のフェア精神から公にしなかった。その後、実力でラッキーを抜いて歌謡大賞を獲得する。